# 集団自決
集団自決（しゅうだんじけつ）とは人が集団で自決を行う事。

## 語義
集団自決は集団自殺とはニュアンスが異なり、日本の辞書によっては自殺と自決で違う語義説明をしている。しかし、過去の出来事・事件の中にも、「集団自決」「集団自殺」の両方の語彙が使われるものもある。
『鉄の暴風』を書いた太田良博が、沖縄戦史執筆の際に初めて用いた造語で、太田以前には存在しないともいわれる。

## 歴史上の事件の諸例

### 古代中国
- 紀元前 - 墨家の集団が守備の不成功の責任をとり集団自決。呂氏春秋に記載されている。

### 古代ユダヤ
- 73年 - マサダ要塞でローマ帝国軍に敗北したユダヤ人が集団自決。

### ロシア
- 17世紀～18世紀 - 古儀式派に対するピョートル1世の弾圧に対し、集団自決が行われた。

### ギリシャ
- 1866年 - アルカディ修道院における集団自決。オスマン帝国からの独立闘争においてクレタ島のアルカディ修道院で起きた。

### インドネシア
インドネシアでは集団自決をププタンといい、オランダによるバリ島侵攻、すなわちバリ戦争(1846年から1849年)、ロンボク戦争(1894年)、バリ侵攻(1906年)、バリ侵攻 (1908年)までの戦闘においてバリ島のいくつかの王国で実施された。

### 日本
戊辰戦争中の1868年、白虎隊のうち白虎士中二番隊による集団自決が知られる。20名が自刃し、うち飯沼貞吉は生き残る。
第二次世界大戦における諸例。
- サイパンの戦い - 日本人による集団自決が以下の各所を中心に起こった。
  - バンザイクリフ
  - スーサイドクリフ
- 沖縄戦における集団自決 - 第二次世界大戦中の沖縄戦において起こった。
- 満洲国#その後の満洲地域 - 終戦時、各地で満蒙開拓団の自決が相次いだ。
  - 小山克事件 - 満洲国吉林省で暴民に襲われた婦女子が崖から飛び降りた。
  - 葛根廟事件 - 満洲国興安総省でソ連軍に襲撃された避難民が自決した。
  - 麻山事件 - 麻山区における集団自決事件。
  - 来民開拓団 - 部落民によって構成された満洲開拓団。終戦時、地元住民の襲撃を受け、集団自決。
  - 新京看護婦集団自決 - 満洲国新京でソ連軍の残虐行為に抗議した看護婦20数名の集団自決。。
  - 敦化事件 - 満洲国敦化でソ連軍の暴行に抗議した日満パルプ工業の女性たちの集団自決。
  - 瑞穂村開拓団集団自決
- 東寧重砲兵連隊・独立牽引車第15中隊・工兵第79連隊 - いずれも関東軍の部隊で終戦後に集団で自爆を図り約250人死亡。
- 真岡郵便電信局事件 - 樺太における女性電話交換手の集団自決。
- 日本の第二次世界大戦の敗戦に関して国粋主義団体が起こした事例 - 皇居外苑における集団自決。明朗会関係者12名の割腹。他、愛宕山事件など。

## 関連作品
- ホヴァーンシチナ - 古儀式派による集団自決が題材の一つとなっているモデスト・ムソルグスキーによるオペラ。
- 樺太1945年夏 氷雪の門 - 真岡郵便電信局事件を題材にした映画。